# The Scales of Justice (film 1913)
The Scales of Justice è un cortometraggio muto del 1913 diretto da Oscar Eagle. Prodotto dalla Selig Polyscope Company, il film aveva come interpreti Charles Clary, Carl Winterhoff, Lillian Logan, Rose Evans.

## Trama
L'Onesto (come viene chiamato da tutti per la sua rettitudine) John Kennedy riceve una medaglia della polizia per l'efficienza e il coraggio dimostrato durante il suo servizio. Quando si fidanza con Polly Mcguire, però, provoca la gelosia di "Slippery" Jim Quinn, il boss politico della zona dove vive Polly. Innamorato della ragazza, studia un piano per disfarsi del rivale e rovinargli la reputazione. Ingaggia un noto truffatore e, con la sua complicità, fa credere che John abbia accettato una mazzetta di cinquanta dollari. Pur se innocente, il poliziotto viene espulso dalla polizia e Polly lo lascia, credendolo un disonesto. Quando però, in seguito, John salverà la moglie e il figlio del truffatore, quest'ultimo, pentito, gli fornisce le prove della sua innocenza che portano invece alla condanna di Quinn. Reintegrato nella polizia, John riconquista anche l'amore di Sally.

## Produzione
Il film fu prodotto dalla Selig Polyscope Company

## Distribuzione
Distribuito dalla General Film Company, il film - un cortometraggio in un rullo - uscì nelle sale cinematografiche statunitensi il 25 marzo 1913.
Non si conoscono copie ancora esistenti della pellicola che viene considerata presumibilmente perduta.